# Bienal de Arquitectura de Venecia

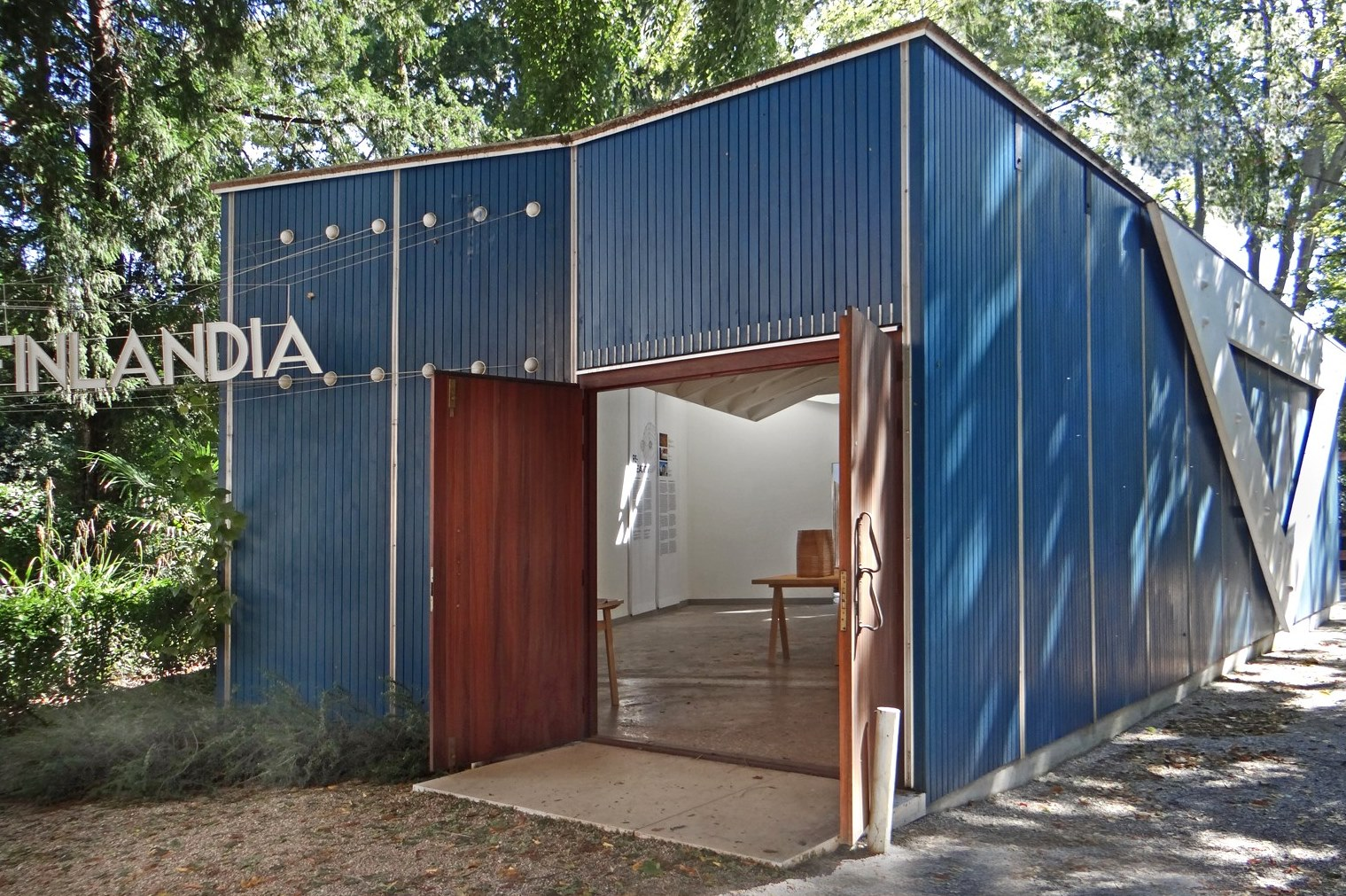
Pabellón de Finlandia

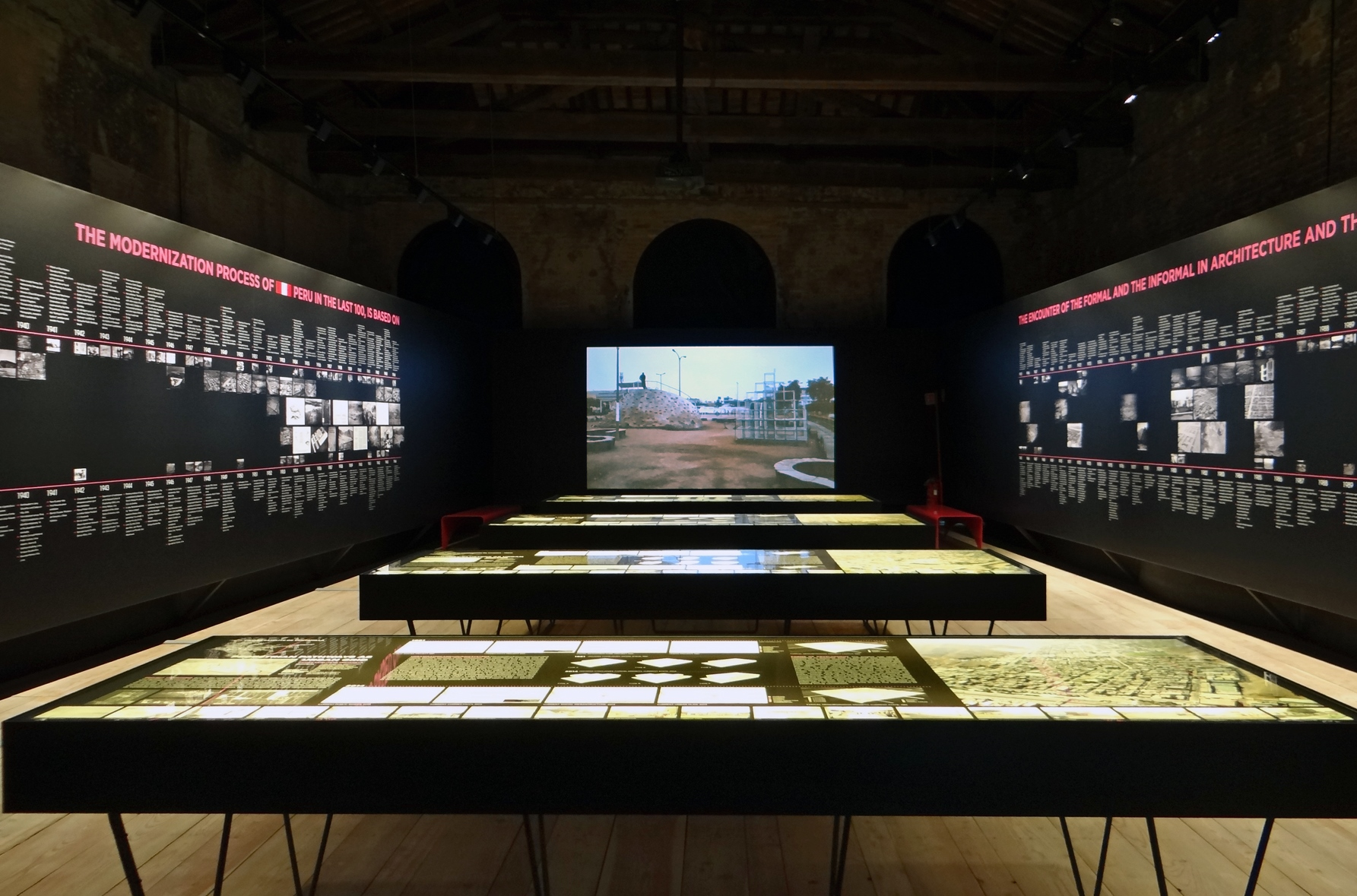
Pabellón de Perú

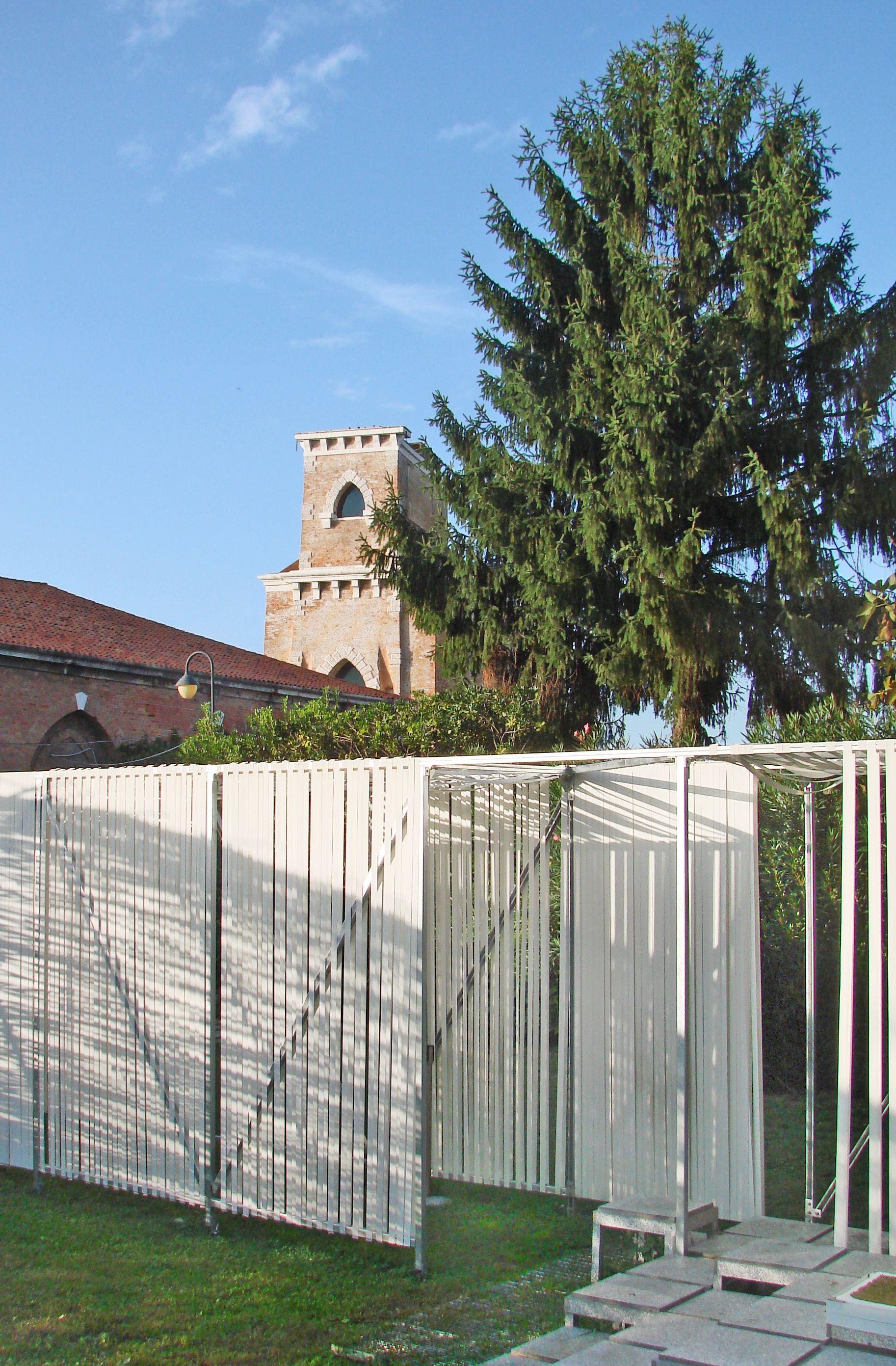
Pabellón de la República Popular China

La Bienal de Arquitectura de Venecia es una sección de la Bienal de Venecia creada en 1980 con la misión de exhibir y desarrollar propuestas de la arquitectura del momento, así como ofrecer una herramienta para la práctica innovadora en el contexto urbano nacional e internacional. Se trata de una exposición sin edificios reales, pero con instalaciones o performances tanto de arquitectos consagrados como de jóvenes.

## Antecedentes
La Bienal de Arquitectura de Venecia tuvo sus antecedentes en la muestra organizada en 1975 por Vittorio Gregotti dentro de la Bienal de Arte. A esta muestra continuaron otras dedicadas a la arquitectura entre 1975 y 1978. Entre 1979 y 1980 Aldo Rossi realizó el Teatro del Mondo.

## Ediciones
1980: bajo la dirección de Paolo Portoghesi se organiza la primera bienal, denominada La presenza del passato y tuvo lugar en la Strada Novissima delle Corderie dell'Arsenale.
1982: II Bienal, Título: Architettura nei Paesi islamici, Dirección: Paolo Portoghesi
1985 III Bienal, Título: Progetto Venezia: concorso internazionale, Dirección: Aldo Rossi
1986: IV Bienal, Título: Hendrik Petrus Berlage. Disegni, Dirección: Aldo Rossi
1988: Padiglione Italia. 12 progetti per la Biennale di Venezia, concorso nazionale, Dirección: Francesco Dal Co
1991: V Bienal, Título: Quinta Mostra Internazionale di Architettura, Dirección: Francesco Dal Co
1992: Architettura e spazio sacro nella modernità, Comisario: Paolo Portoghesi
1996: VI Bienal, Título: Sensori del futuro. L'architetto come sismografo, Dirección: Hans Hollein
La séptima edición (2000), fue dirigida por el arquitecto italiano Massimiliano Fuksas, reconocido por sus teorías conceptuales, quien propuso el tema de Menos Estética y Más Ética".
En la octava edición (2002) dirigida por Deyan Sudjic, bajo el lema Next Home, Next Place, Next Work, Next Generation.
La novena bienal (2004) se denominó Metamorph y fue dirigida por Kurt Forster.
La 10.ª Bienal fue dirigida por Richard Burdett y se desarrolló entre los meses de septiembre a noviembre del 2006. Ciudades: Gente, Sociedad, Arquitectura fue el tema elegido para la ocasión.
La 11.ª Bienal, que tuvo lugar desde el 13 de septiembre al 23 de noviembre de 2008, desarrolló el tema de las nuevas tecnologías. Su lema fue Out There: Architecture Beyond Building y fue dirigida por Aaron Betsky.
La 12.ª Bienal realizada en 2010 fue curada por la arquitecta japonesa Kazuyo Sejima y fue la primera ocasión en que convocaron a una mujer para su dirección. El lema de la convocatoria fue People meet in architecture.
La 13.ª Bienal denominada Common Ground fue dirigida por David Chipperfield en 2012.
La 14.ª Bienal se inauguró el 7 de junio de 2014 dirigida por Rem Koolhaas y su lema fue Fundamentals.
La 15.ª Bienal (28 de mayo-27 de noviembre de 2016) contó con el arquitecto chileno Alejandro Aravena Mori como curador, recientemente galardonado con el Premio Pritzker 2016. El lema fue Reporting from the Front. Entre los invitados estuvieron Herzog & de Meuron, Tadao Ando, Peter Zumthor, David Chipperfield, SANAA e Francis Kéré.
La 16.ª edición (2018) fue curada por las arquitectas irlandesas Shelley McNamara e Yvonne Farrell, de The Grafton Architects con el lema de Freespace.
La 17.ª edición, originariamente programada en 2020, pero desplazada a 2021 a consecuencia de la pandemia COVID-19, fue comisariada por el arquitecto libanés Hashim Sarkis, y se presentó bajo el lema How will live together? (en español: ¿Cómo viviremos juntos?).
La 18.ª edición tuvo lugar en 2023 y su curadora era la arquitecta y novelista ghanesa-escocesa Lesley Lokko.

## Premiados

### 1985
- León de Piedra: Robert Venturi, Manuel Pascal Schupp, COPRAT, Franco Purini
- León de Piedra: Raimund Abraham, Raimund Fein, Peter Nigst, Giangiacomo D’Ardia
- León de Piedra: Alberto Ferlenga
- León de Piedra: Daniel Libeskind
- León de Piedra: Laura Foster Nicholson
- León de Piedra: Maria Grazia Sironi y Peter Eisenman

### 1991
- Ganador del concurso internacional para el nuevo Palazzo del Cinema 1990: Rafael Moneo
- Ganador del concurso internacional “Una Porta per Venezia” restauración del Piazzale Roma: Jeremy Dixon y Edward Jones

### 1996
- León de Oro al mejor pabellón nacional: Japón
- León de Oro a la mejor interpretación de la exhibición: Odile Decq-Benoît Cornette, Juha Kaakko, Ilkka Laine, Kimmo Liimatainen, Jari Tirkkonen, Enric Miralles Moya
- Premio especial por una iniciativa extraordinaria en la arquitectura contemporánea: Pasqual Maragall, alcalde de Barcelona
- Premio especial para medios que muestran arquitectura contemporánea: Wim Wenders
- Premio especial para el mejor fotógrafo de arquitectura: Gabriele Basilico

### 2000
- León de Oro a la Trayectoria: Renzo Piano, Paolo Soleri y Jørn Utzon.
- León de Oro a la mejor interpretación de la exhibición: Jean Nouvel
- Premio especial a la mejor participación nacional: España, Resistid Malditos comisario Alberto Campo Baeza
- Premio especial "Bruno Zevi" al mejor profesor de arquitectura: Joseph Rykwert
- Premio especial al mejor mecenas de obras arquitectónicas: Thomas Krens
- Premio especial al mejor editor de arquitectura: Eduardo Luis Rodríguez, editor de Arquitectura Cuba
- Premio especial al mejor fotógrafo de arquitectura: Ilya Utkin

### 2002
- León de Oro a la Trayectoria. Toyo Ito
- León de Oro al mejor proyecto expuesto en la Exhibición Internacional: Fundación Iberê Camargo, Porto Alegre (Brasil) diseñado por Álvaro Siza Vieira
- Premio especial a la mejor participación nacional: Holanda
- Premio especial al mejor mecenas de obras arquitectónicas: Zhang Xin
- Premio especial al mejor comitente gubernamental: Barcelona
- Premio Especial para Next Mexico City: The Lakes Project

### 2004
- León de Oro a la Trayectoria: Peter Eisenman
- León de Oro a la mejor instalación presentada por un país: Pabellón de Bélgica, Kinshasa, the Imaginary City
- León de Oro al más significativo trabajo de la exhibición Metamorph: Studio SANAA, Kazuyo Sejima + Ryue Nishizawa por el proyecto del Museo del siglo XXI de Arte Contemporáneo (Kanazawa, Japón) y por la ampliación del Instituto Valenciano de Arte Moderno (Valencia, España)
- Premio especial por el mejor trabajo en la sección Concert Halls: Studio Plot de Julien De Smedt y Bjarke Ingels
- Premio especial por el mejor trabajo en la sección Episodes: Armin Linke y Piero Zanini
- Premio especial por el mejor trabajo en la sección Transformations: Günther Domenig
- Premio especial por el mejor trabajo en la sección Topography: Foreign Office Architects
- Premio especial por el mejor trabajo en la sección Surface: Shuhei Endo
- Premio especial por el mejor trabajo en la sección Atmosphere: PTW Architects y CSCEC
- Premio especial por el mejor trabajo en la sección Hyper-Project: Martínez Lapeña - Torres Arquitectos
- Premio especial por el mejor trabajo en la sección Morphing Lights, Floating Shadows: imágenes de Marte realizadas por la NASA en cooperación con JPL y Cornell University

### 2006
- León de Oro a la Trayectoria: Richard Rogers
- León de Oro a la mejor instalación presentada por un país: Dinamarca por CO-EVOLUTION, Danish/Chinese collaboration on sustainable urban development in China
- León de Oro a la Ciudad: Bogotá, Colombia
- León de Oro al mejor proyecto urbano: Javier Sánchez/ Higuera + Sánchez, México
- Premio especial a la mejor escuela de arquitectura: Facoltà di Architettura Politecnico di Torino
- Menciones a las tres exposiciones nacionales más significativas: Japón, Islandia y Macedonia
- Leones de Piedra, Sección Città di Pietra -Sensi Contemporanei: Bari, Adolfo Natalini; Crotone, Carlo Moccia; Pantelleria, Gabriella Giuntoli; Bari, Guido Canella; Bari, Antonio Riondino; Bari, Vitangelo Ardito; Pantelleria, Marino Narpozzi.
- Premio de Arquitectura Portus, Sección Città –Porto - Sensi Contemporanei: “Il parco della Blanda” de la Basilicata. Area: Maratea, Piana di Castrocucco (Potenza). Proyecto de: Gustavo Matassa, con Vincenzo De Biase, Silvia Marano, Rosa Nave
- Premio Manfredo Tafuri, por el Padiglione Italia: Vittorio Gregotti
- Premio Giancarlo De Carlo, por el Padiglione Italia: Andrea Stipa
- Premio Ernesto Nathan Rogers, por el Padiglione Italia: Luca Molinari

### 2008
- León de Oro a la Trayectoria: Frank Gehry
- León de Oro a la mejor instalación presentada por un país: Polonia Hotel Polonia. The afterlife of buildings, proyecto de Nicolas Grospierre y Kobas Laksa
- León de Oro a la mejor instalación en la Exhibición Internacional: Greg Lynn, Recycled Toys Furniture
- León de Oro Especial por la Trayectoria al historiador de arquitectura: James S. Ackerman
- León de Plata al arquitecto joven en la Exhibición Internacional. Elemental Chile.

### 2010
- León de Oro a la Trayectoria: Rem Koolhaas
- León de Oro a la mejor instalación presentada por un país: Baréin
- León de Oro al mejor proyecto en la Exhibición People meet in architecture: junya.ishigami+associates
- León de Oro in memoriam: Kazuo Shinohara
- León de Plata al arquitecto joven en la Exhibición People meet in architecture: OFFICE Kersten Geers David Van Severen + Bas Princen
- Menciones especiales: Amateur Architecture Studio, Studio Mumbai, Piet Oudolf

### 2012
- León de Oro a la Trayectoria: Álvaro Siza.
- León de Oro a la mejor instalación presentada por un país: Japón, Architecture, possible here? Home-for-All comisariada por Toyo Ito, con la participación de Kumiko Inui, Sou Fujimoto, Akihisa Hirata y Naoya Hatakeyama.[4]
- León de Oro al Mejor Proyecto en la Exhibición Common Ground: Urban-Think Tank (Alfredo Brillembourg, Hubert Klumpner), Justin McGuirk e Iwan Baan
- León de Plata por la práctica prometedora en la Exhibición Common Ground: Grafton Architects (Yvonne Farrell y Shelley McNamara)
- Mención especial: Polonia, comisaria Hanna Wróblewska; Estados Unidos, comisaria Cathy Lang Ho; Rusia, comisario Grigory Revzin; Cino Zucchi.

### 2014
- León de Oro a la Trayectoria: Phyllis Lambert.
- León de Oro a la mejor instalación presentada por un país: Corea, con Crow's Eye View comisariada por Minsuk Cho junto a Hyungmin Pai y Changmo Ahn.[5]
- León de Plata al mejor proyecto de investigación de la sección Monditalia: Andrés Jaque y su Office for Political Innovation
- León de Plata a la mejor participación nacional: Chile, con Monolith Controversies comisariada por Pedro Alonso y Hugo Palmarola.[6]
- Menciones especiales a las participaciones nacionales: Canadá, Francia, Rusia
- Menciones especiales a los proyectos de investigación de la sección Monditalia: Radical Pedagogies: ACTION-REACTION-INTERACTION por Beatriz Colomina, Britt Eversole, Ignacio G. Galán, Evangelos Kotsioris, Anna-Maria Meister, Federica Vannucchi, Amunátegui Valdés, Smog.tv; Intermundia por Ana Dana Beroš; Italian Limes por Folder

### 2016
- León de Oro a la Trayectoria: Paulo Mendes da Rocha.

- León de Oro al Mejor Pabellón Nacional: España, comisarios: Iñaqui Carnicero y Carlos Quintans.
- León de Oro a la mejor participación de la Exhibición Reporting from the front: Gabinete de Arquitectura (Solano Benítez; Gloria Cabral; Solanito Benítez)
- León de Plata para joven participante en la Exhibición Reporting from the front: NLÉ (Kunlé Adeyemi)
- Mención especial al Pabellón Nacional: Japón, Perú
- Mención especial a un participante de la Exhibición Reporting from the front: Maria Giuseppina Grasso Cannizzo

### 2018
- León de Oro a la Trayectoria: Kenneth Frampton
- León de Oro al Mejor Pabellón Nacional: Suiza, arquitectos: Li Tavor, Ani Vihervaara, Alessandro Bosshard y Matthew van der Ploeg; comisarios: Marianne Burki, Sandi Paucic, Rachele Giudici Legittimo
- Mención especial al Pabellón Nacional de Gran Bretaña, comisarios: Sarah Mann - Architecture Design Fashion British Council
- León de Oro a la Mejor Participación de la Muestra Internacional Freespace: Eduardo Souto de Moura
- León de Plata para la joven promesa participante en la Muestra Internacional Freespace: Jan de Vylder, Inge Vinck y Jo Taillieu
- Mención Especial Participación de la Muestra Internacional Freespace: Rahul Mehrotra
- Mención Especial a la joven promesa participante en la Muestra Internacional Freespace: Andra Martin[7]

### 2021
- León de Oro al Mejor Pabellón Nacional: Emiratos Árabes Unidos con Wetland.
- León de Oro al mejor participante: Souto Moura - Arquitectos; Eduardo Souto de Moura (Porto, Portugal).
- León de Oro a la Trayectoria: Kenneth Frampton (Reino Unido).

### 2023
- León de Oro a la Trayectoria: Demas Nwoko.
- León de Oro al Mejor Pabellón Nacional: Brazil.
- León de Oro al mejor participante Laboratorio del Futuro: Estudio  DAAR – Alessandro Petti y Sandi Hilal.[8]

## Representaciones españolas

### 1998
Con el lema: "Arquitecturas para la Música" y comisariado por Ángela García de Paredes e Ignacio García Pedrosa, el pabellón español mostró 15 teatros, incluyendo el Teatro Real de Madrid y el Gran Teatro Liceo de Barcelona, junto con 18 auditorios de música, varios de ellos de nueva planta, como el Palacio Euskalduna.

### 2000
El pabellón español recibió el Premio Especial a la mejor participación nacional. Con el lema: "Resistid malditos" y comisariado por Alberto Campo Baeza, presentó el trabajo de 40 estudios por edades, 19 en la cuarentena, 20 en la treintena, completando la cifra con un homenaje al recientemente fallecido Francisco Javier Sáenz de Oíza. En sus 40: Jesús Aparicio, Madridejos/Sancho, Tuñón/Mansilla, Cánovas/Maruri/Amann, Aranguren/Gallegos, Matos/Martínez Castillo, Nieto/Sobejano, García Pedrosa/García de Paredes, Ábalos/Herreros, Zaera, Ravetllat/Rivas, Payá Benedito, Alonso Vera-García-Solera, Domingo Santos, Morales/González Mariscal, Aranda-Pigem-Vilalta (RCR), Gausá y Actar, Irisarri-Piñera, y Rubiño/García Márquez. En sus 30 Pérez/Llorente/Sánchez, del Valle González, Carnicero/Virseda, Fernández Elorza, Sánchez-Vera, Arroyo Alba, Martín Asunción/Collado, Jiménez Benavides/Hurtado de Mendoza, Jaque/Bernardini, García Abril, Sixto Morell, Bilbao/Peris/Figueroa/Lerma, Noelia Portugal, Bach/Devesa/Santacana, Carreira Montes, Orts/Trullenque/Sentieri, Escrig/García-Prieto, Muñoz Miranda, Barreno Gutiérrez y Cejudo Ramos.

### 2002
Con el Lema: "Paisajes internos…", comisariado por María José Aranguren, José Gallegos, Concha Lapayese y Darío Gazapo, el pabellón de España presentó 16 equipos de arquitectos: Soriano/Palacios/Chinchilla, Artengo/Menis/Pastrana, Zaera-Polo/Ortega, Quintans/Parga/Otegui, Capilla/Vallejo/Gálvez, Nieto/Sobejano, Apezteguía, Matos/Martínez Castillo, Eduardo Arroyo, Carlos Arroyo/Pérez/Guidotti, Artigues/Sanabria, Madridejos/Sancho, Abalos/Herreros, Payá/Peña, Morales/González/Giles y Aranda/Pigem/Vilalta (RCR).

### 2004
Con el lema: "Corredores de fondo" y comisariado por Gerardo Ayala Hernández, el pabellón de España reunió un grupo de 28 equipos de arquitectos “que demostraron su oficio sin alterar su camino, sin dejarse llevar por influencias pasajeras”: José M. Gallego; Roser Amadó y Lluis Doménech; José A. Carbajal; Estudio Cano-Lasso;  César Ruiz-Larrea; Carlos Rubio Carvajal; Enrique Álvarez-Sala Walther; Javier Frechilla y José Manuel López-Peláez; Esteve Bonell y Josep Ma Gil; Eduardo de Miguel; José Antonio Corrales; Francisco José Mangado; Alberto Noguerol y Pilar Díez; Juan Ignacio Mera; José Antonio Martínez Lapeña y Elías Torres; Justo García; José Ramón Sierra; Antonio Cruz y Antonio Ortiz; Fernando Carrascal y José María Fernández de la Puente; Miguel Fisac; Carlos Ferrater; Gonzalo Moure; Enrique Colomés; Roberto Ercilla y Miguel Ángel Campo; Guillermo Vázquez Consuegra; Ignacio Mendaro; César Portela; Basilio Tobías; Juan Navarro Baldeweg.

### 2006
Con el lema: “España (f): Nosotras, las ciudades” una presentación multimedia de la ciudad con la voz de mujeres representantes de todos los sectores y colectivos que participan en la construcción de la vivencia urbana. Exposición comisariada por Manuel Blanco.

### 2012
SPAIN LAB fue el título del pabellón de España, comisariado por Antón García-Abril y Débora Mesa, con una serie de trabajos desarrollados específicamente para el evento por RCR, S.M.A.O., Cloud9, Fernando Menis, Selgas-Cano, Ecosistema Urbano y Vicente Guallart.

### 2014
El pabellón español de 2014, comisariado por Iñaki Ábalos, con el título Interiors, presentó 12 obras de: Solid, Manuel Ocaña, Churtichaga + Quadra-Salcedo, MGM, Amid.cero9, Ábalos+Sentkiewicz, Cruz y Ortiz, Josep Llinás, Javier García-Solera, RCR, Carlos Arroyo y Langarita-Navarro.
En la exposición Elements, Alejandro Zaera-Polo e Ignacio Fernández Solla estuvieron a cargo del apartado Façades.
En Monditalia, Andrés Jaque y su Office for Political Innovation presentaron el proyecto Sales Oddity: Milano 2 and the Politics of Direct-to-Home TV Urbanism, que obtuvo el León de Plata al Mejor Proyecto de Investigación. También en Monditalia, Beatriz Colomina presentó el proyecto Radical Pedagogies: Action-Reaction-Interaction, con la participación de Ignacio G. Galán y dpr-Barcelona, recibiendo una Mención Especial del Jurado de la Bienal. Maio y Paul B. Preciado también presentaron trabajo en Monditalia.
Además, Eva Franch i Gilabert fue co-comisaria del Pabellón de Estados Unidos, que incluyó trabajos de Beatriz Colomina, Daniel Fernández Pascual (Cooking Sections), Carlos Mínguez y Manuel Shvartzberg. Andrés Jaque vio su trabajo expuesto en el Pabellón de Suiza; Alejandro Zaera-Polo, Maider Llaguno, y AMID-Cero9 en el Pabellón de Grecia.

### 2016
Leon de Oro al mejor pabellón nacional de esta edición, recogió un muy variado panorama de arquitecturas surgidas en, a causa de, a pesar de, o como respuesta a la crisis que transformó el paisaje arquitectónico en la España de los 10 años anteriores. Con el título "Unfinished" y comisariado por Carlos Quintáns e Iñaqui Carnicero, reflexionaba sobre arquitecturas inacabadas para descubrir virtudes que pudieran convertirse en estrategias de diseño.

### 2018
El pabellón español de 2018, titulado Becoming, fue comisariado por Atxu Amann y gestionado a través de un open call a todas las escuelas de arquitectura del país. Además, varios estudios españoles fueron seleccionados para la Muestra Internacional, entre ellos Rafael Moneo, Paredes y Pedrosa, Flores y Prats y Carme Pinos.